# Pauline Chalamet
Pour les articles homonymes, voir Chalamet.
Pauline Chalamet est une actrice et scénariste franco-américaine, née le 25 janvier 1992 à New York.

## Biographie

### Famille
Pauline Chalamet naît à New York le 25 janvier 1992, d'un père français, Marc Chalamet, et d'une mère américaine, Nicole Flender, qui a des origines russe et autrichienne. Son père est journaliste ; sa mère est une ancienne danseuse de Broadway devenue agent immobilier. Pauline est la sœur aînée de l'acteur Timothée Chalamet.
Depuis son enfance, elle et sa famille ont régulièrement passé des vacances au Chambon-sur-Lignon en Haute-Loire, dans une maison où habitaient son grand-père paternel Roger Chalamet, pasteur, et sa grand-mère Jean, une Canadienne.

### Formation
Elle parle l'anglais et le français ayant passé son enfance et sa jeunesse à New York et s'étant ensuite installée à Paris où elle entre, en 2016, à l'École supérieure de comédiens par l'alternance (ESCA) du Studio-théâtre d'Asnières.

### Cinéma
Sa famille est très présente dans le cinéma : son grand-père maternel est le scénariste Harold Flender, son oncle Rodman Flender (en) est réalisateur et producteur, sa tante Amy Lippman, épouse du précédent, est également productrice.
Elle obtient le rôle principal du court métrage Comme des grands,,, tourné en 2019, et pour lequel elle est récompensée, par deux fois, en 2020.

## Filmographie

### Longs métrages
- 2020 : The King of Staten Island de Judd Apatow : Joanne
- 2023 : What Doesn't Float de Luca Balser : Alex
- 2024 : Carla et moi (Between the Temples) de Nathan Silver : Leah

### Courts métrages
- 2016 : Between Fear and Laughter d'elle-même : Claire
- 2017 : Agnès et Milane de Tristan Tilloloy : Milane
- 2017 : Margot de Selen P. Flores et Hannah L. Smith : Margot
- 2018 : En ville de Myriam Doumenq : l'Américaine
- 2019 : Entre deux de Myriam Doumenq : Jane
- 2020 : Comme des grands d'Ania Gauer et Julien Gauthier : Marion
- 2020 : Canines d'Abel Danan : Anna
- 2020 : I'm fine! d'Emma Doxiadi
- 2020 : Filles bleues, peur blanche de Lola Halifa-Legrand et Marie Jacotey : voix
- 2021 : Seasick de Lindsey Ryan
- 2021 : Cosmic Disaster de Nika Burnett et Pauline Chalamet
- 2022 : After Dark de Minka Bleakley : Ronnie
- 2023 : The Appraisal de Gina Hackett : April

### Séries télévisées
- 1999 : On ne vit qu'une fois (One Life to Live) : Emma Doyle (épisode 17809)
- 2009 : Royal Pains saison 1, épisode 2 : There Will Be Food de Don Scardino : la danseuse principale
- 2017 : La Ville, épisode 2 The City is a Hustler : Olivia
- 2020 : Acting for a Cause, saison 3, épisode 4 A Midsummer Night's Dream de Brando Crawford : Helena (1 épisode)
- 2021 : Les Engagés : XAOC : Sveta (2 épisodes)
- 2021-2022 : The Sex Lives of College Girls de Mindy Kaling : Kimberly (10 épisodes)
- 2023 : Split d'Iris Brey : Paola

### Distinctions
- Festival du court métrage de Séoul 2021: meilleure actrice dans Comme des grands[5]
- Festival du film  indépendant de Los Angeles : meilleur duo d'acteurs (Pauline Chalamet et Dylan Raffin) dans Comme des grands[6]

## Théâtre
- 2014 : Our Town de Thornton Wilder, mise en scène par Jonathan Rosenberg
- 2014 : The Last Days of Mankind (Die letzten Tage der Menschheit) de Karl Kraus, mise en scène par Alex Mihall
- 2014 : Changes d'elle-même, mise en scène par Chiori Miyagawa
- 2016 : Good Dirt de Mary Stuart Masterson, mise en scène par Jeremy Davidson
- 2017 : Dialogues des carmélites de Georges Bernanos, mise en scène par Hervé Van der Meulen
- 2018 : La Double Inconstance de Marivaux, mise en scène par René Loyon
- 2018 : Les Malheurs de Sophie de Comtesse de Ségur, mise en scène par Yveline Hamon
- 2018 : Insoutenables longues étreintes d'Ivan Vyrypaïev
- 2018 : Hématome(s) de et mise en scène par Stéphane Bientz
- 2018 : Sallinger de Bernard-Marie Koltès
- 2019 : Comment retenir sa respiration de Zinnie Harris